# Església de la Virgen del Valle (Castilnuevo)
L'església de la Virgen del Valle és una església parroquial d'estil romànic situada en la localitat de Castilnuevo (Espanya). Està consagrada a la Mare de Déu de la Vall i es troba als afores de la localitat, a una xopera propera al riu Gallo.
Es tracta d'un temple del segle xii, reformat al segle xvi, amb una sola nau de planta rectangular, sense gairebé decoració escultòrica. La portada té arc de mig punt decorada amb esferes tallades. Compta amb un enteixinat de fusta llaurada que va ser afegit al segle xix. Disposa d'una espadanya.